# Robert Ptaszek
Robert Tomasz Ptaszek (ur. 1 stycznia 1961 w Pionkach) – polski filozof, profesor nauk humanistycznych, nauczyciel akademicki w Instytucie Kulturoznawstwa Wydziału Filozofii Katolickiego Uniwersytetu Lubelskiego Jana Pawła II.

## Życiorys
W latach 1982-1987 odbył studia na Wydziale Filozofii Chrześcijańskiej KUL, które ukończył z tytułem zawodowym magistra filozofii na podstawie pracy pt. Mistyczne poznanie Boga według Tomasza Mertona, napisanej pod kierunkiem s. prof. Zofii J. Zdybickiej.
14 kwietnia 1999 obronił pracę doktorską pt. Filozoficzne implikacje współczesnych polskich koncepcji religii, a 23 lutego 2009 habilitował się na podstawie pracy zatytułowanej Nowa Era religii? Ruch New Age i jego doktryna - aspekt filozoficzny. Został zatrudniony na stanowisku adiunkta w Katedrze Filozofii Religii w Katolickim Uniwersytecie Lubelskim Jana Pawła II.
Jest członkiem Polskiego Towarzystwa Tomasza z Akwinu (od 2000), Polskiego Towarzystwa Filozoficznego (od 2005), Polskiego Towarzystwa Kulturoznawczego (od 2012) i Polskiego Towarzystwa Nauk o Bezpieczeństwie (od 2014).
W 2010 objął funkcję profesora nadzwyczajnego w Instytucie Kulturoznawstwa na Wydziale Filozofii Katolickiego Uniwersytetu Lubelskiego Jana Pawła II oraz członka zarządu Drohiczyńskiego Towarzystwa Naukowego. Postanowieniem Prezydenta RP z 5 września 2022 otrzymał tytuł profesora nauk humanistycznych w dyscyplinie filozofia.
23 lipca 2021 minister edukacji i nauki powołał dr. hab. Roberta Ptaszka na stanowisko dyrektora Instytutu Badań Edukacyjnych. Odwołany z tego stanowiska 9 stycznia 2024 przez ministra edukacji narodowej.

## Publikacje
- 2009: New Age a współczesna myśl religijna Zachodu[2]
- 2009: Jan Paweł II a Benedykt XVI – o potrzebie wielokulturowości w Kościele[2]
- 2009: Nowa nadzieja, czy kolejne zagrożenie? Alternatywne ruchy religijne z punktu widzenia socjologii[2]